# Meitei Leepun
Meitei Leepun – organizacja kulturalna funkcjonująca przede wszystkim w indyjskim stanie Manipur. Powstała w 2015, z inicjatywy Leishemby Sanajaoby, tytularnego króla Manipuru. W 2023 liczyła około 14 tysięcy członków. Pozostaje pod wpływem hinduskiego nacjonalizmu, odwołuje się też do etnicznego nacjonalizmu ludu Meitei. Jej struktura wzorowana jest na Narodowym Stowarzyszeniu Ochotników (RSS). Uznaje chrześcijaństwo za zagrożenie dla kultury i tradycji Manipuru. Jej działacze stoją za atakami na kościoły w czasie krwawych zamieszek w Manipurze w maju i czerwcu 2023.

## Geneza i cele
Meitei Leepun jest organizacją relatywnie młodą. Powstała w 2015, z inicjatywy Leishemby Sanajaoby, tytularnego króla Manipuru, który jest również jedną z osób finansujących jej działalność. Ściśle współpracuje też z N. Birenem Singhem, premierem stanowym od 2017. Funkcjonuje głównie w dolinie Imphalu, zatem w regionie Manipuru, który zamieszkany jest głównie przez Meitei.
Jest organizacją kulturalną, działa na rzecz jedności Manipuru. Odwołuje się do nacjonalizmu ludu Meitei, głównej grupy etnicznej Manipuru. Stara się utrzymywać kontakty ze społecznościami diasporalnymi, w tym z Meitei zamieszkującymi w Assamie i Tripurze oraz w Bangladeszu i Mjanmie. W 2023 liczyła, według własnych deklaracji, około 14 tysięcy członków. Około tysiąc z nich otrzymało dodatkowe szkolenie, w tym w zakresie walki z pożarami czy walki ze skutkami powodzi. Kieruje nią Pramot Singh, jeden z jej członków założycieli.

## Ideologia
Meitei Leepun jest organizacją zarówno niechętną chrześcijaństwu jak i, przynajmniej oficjalnie, proindyjską. Pozostaje pod znacznym wpływem hinduskiego nacjonalizmu. Postuluje wpisanie tożsamości Meitei w szeroko rozumiany hinduizm. Chrześcijaństwo uznaje za zagrożenie dla kultury i tradycji ludności uznawanej przez siebie za rdzenną dla Manipuru. Z tego też powodu wzywa do fizycznej anihilacji wyznającego głównie chrześcijaństwo ludu Zo.
Jej stosunek do Indii jest niemniej dosyć złożony. Nie odżegnuje się bowiem od rdzennej religii ludu Meitei. Wykorzystuje ją intensywnie w celach politycznych, między innymi jako instrument nacisku na wrogie sobie grupy etniczne. W rodzimej religii widzi także czynnik łączący Meitei z ich przeszłością, głównie z Kangleipak, królestwem istniejącym w Manipurze przed wcieleniem regionu do Indii w 1949. Do rdzennych wierzeń odwołuje się też walcząc z wymuszoną hinduizacją Manipuru. Pragnie przy tym przywrócenia dawnej chwały manipurskiej monarchii, utraconej po wymuszonej integracji z federalnym państwem indyjskim.
Struktura Meitei Leepun wzorowana jest na Narodowym Stowarzyszeniu Ochotników (Rashtriya Swayamsevak Sangh, RSS). Porównuje się ją też do Bajrang Dal, organizacji młodzieżowej afiliowanej przy Światowej Organizacji Hindusów (Vishva Hindu Parishad, VHP).

## Działalność
Meitei Leepun angażuje się w organizowanie wydarzeń o charakterze kulturalnym. Przynajmniej według własnych zapewnień stara się wspierać również tak kobiety, jak i dzieci należące do ludu Meitei. Promuje też manipurską tradycję, w tym tradycyjne manipurskie sztuki walki.
Zdradza cechy grupy paramilitarnej. Wielu jej działaczy ma doświadczenie wojskowe. Uznawana często za grupę ekstremistyczną. Jej działalność wpisuje się w politykę rządu stanowego kierowanego przez N. Birena Singha z nacjonalistycznej Indyjskiej Partii Ludowej (BJP). Organizuje chociażby pielgrzymkę na wzgórza Koubru, położone w zdominowanym przez chrześcijańską ludność plemienną manipurskim dystrykcie Kangpokpi. Miejsce to uznaje za laipham, zatem za siedzibę boga Lainingthou, jednej z głównych postaci tradycyjnego panteonu. Domaga się wprowadzenia Narodowego Rejestru Obywateli (NRC) jako niezbędnego narzędzia w walce z niekontrolowaną migracją. Powtarza w ten sposób żądania premiera stanowego.
Wraz z Arambai Tenggol, grupą odwołującą się przede wszystkim do rdzennej religii ludu Meitei, odpowiada za rozliczne akty przemocy podczas krwawych zamieszek, które wstrząsnęły Manipurem w maju i czerwcu 2023. Cieszy się daleko posuniętą bezkarnością i wsparciem ze strony lokalnego aparatu władzy, w tym policji stanowej. Jej działacze stoją między innymi za atakami na kościoły należące do rozmaitych denominacji chrześcijańskich, do których doszło na samym początku wspomnianych zamieszek. Tylko w atakach z 3 i 4 maja 2023 zniszczono w ten sposób blisko trzysta zborów, domów spotkań czy kościołów. Podczas wspomnianych zamieszek grupa przeprowadzała także ataki na wioski zamieszkane przez Zo.
Wydarzenia z przełomu maja i czerwca 2023, w których Meitei Leepun miało znaczący udział, określano mianem czystek etnicznych. Manipur Tribal Forum, organizacja reprezentująca interesy ludności plemiennej Manipuru z siedzibą w Nowym Delhi, wskazała na konieczność wszczęcia specjalnego postępowania sprawdzającego pod nadzorem indyjskiego Sądu Najwyższego. Postępowanie to miało by między innymi na celu przyjrzenie się roli Meitei Leepun oraz Arambai Tenggol w zamieszkach. Kuki Students Organisation (KSO) 13 czerwca 2023 złożyła zawiadomienie o możliwości popełnienia przestępstwa przez przywódcę Meitei Leepun, w związku z podżeganiem do przemocy na tle etnicznym. Manipurska policja stanowa zwlekała z podjęciem jakichkolwiek czynności w tej sprawie przez blisko miesiąc, aż do początku lipca 2023. 8 lipca 2023 Pramota Singha oskarżono między innymi o podżeganie do nienawiści na tle etnicznym.